# Heinz Holliger
Heinz Holliger, född 21 maj 1939, är en schweizisk oboist, tonsättare och dirigent.
Heinz har ofta samarbetet med den berömde fagottisten Klaus Thunemann.